# Stachelfisch
Der Stachelfisch (Ptilichthys goodei) ist ein Fisch aus der Gruppe der Aalmutterverwandten in der Ordnung der Barschartigen.

## Merkmale
Er ist die einzige Art der Familie Ptilichthyidae. Die Tiere haben einen extrem langstreckten, bis 33 Zentimeter langen, dünnen Körper. Sie haben keine Schuppen, kein Seitenlinienorgan, keine Schwanz- und keine Bauchflossen. Auf dem vorderen Teil des Rückens haben sie 90 einzel stehenden, kurze Stachelstrahlen. Darauf folgt eine von 137 bis 145 Weichstrahlen gestützte Rückenflosse. Die Afterflosse wird von 185 bis 196 Weichstrahlen gestützt. Stachelfische haben 222 bis 240 Wirbel.

## Verbreitung
Stachelfische leben in größeren Tiefen auf dem Kontinentalschelf in den kalten Küstengewässern des Nordpazifiks. Das Verbreitungsgebiet erstreckt sich von Japan über die Kurilen, die Beringstraße bis nach Oregon.